# Склозаводська
Склозаво́дська — пасажирський зупинний пункт Коростенського напрямку Київської дирекції залізничних перевезень Південно-Західної залізниці. Розташований на території міста Буча. Платформа розміщується між станцією Буча (відстань — 3 км) та зупинним пунктом Ворзель (відстань — 3 км).
Виник у 1950-ті роки, назву здобув від Бучанського склозаводу, що розташований неподалік. Відстань до станції Київ-Пасажирський — 33 км.

## Цікавий факт
Станом на 2011 рік у вивісках на зупинній платформі та у розкладі на вебсайті Південно-Західної залізниці вживається назва Склозавод.